# Марин, Джон
Джон Марин (англ. John Marin; 1870, Ратерфорд, Нью-Джерси — 1953, Кейп-Сплит, Мэн) — американский художник, видный представитель первого поколения американских модернистов.

## Жизнь и творчество
Мать Марина умерла через девять дней после его рождения, и его воспитывали две тёти в Вихокене. Посещал Технологический институт Стивенса в течение года и безуспешно пытался стать архитектором. До 1903 года изучал живопись в Филадельфии в Пенсильванской академии изящных искусств у Томаса Аншутца и в Лиге студентов-художников Нью-Йорка. В период с 1905 по 1911 год жил в Париже, однако не поддавался влияниям фовизма и кубизма, ориентируясь на импрессионистскую предметность Джеймса Аббота Мак-Нейла Уистлера.
В 1912 году, после своей тематической выставки акварелей Нью-Йорка, становится известным художником. Характерной особенностью этих акварелей явился отказ от чёткости контуров изображения в пользу напряжённых, «льющихся» поверхностей. С 1914 года главной темой его творчества становится природа штата Мэн. По своей выразительности и спонтанности картины Джона Марина относят к абстрактно-экспрессионистской манере живописи.